# Teramo Calcio 1913
Il Teramo Calcio 1913, meglio nota come Teramo, è una società calcistica italiana con sede nella città di Teramo. Milita in Serie D, il quarto livello del campionato italiano di calcio.
Il club venne fondato il 25 agosto 1929, ma la sua origine viene fatta tradizionalmente risalire al 1913 quando, per la prima volta, fu disputata una partita di calcio nella città di Teramo. La squadra nel corso della sua storia ha militato principalmente in Serie C.
Nel palmarès della società figurano due campionati di Serie C2 (1985-1986 e 2001-2002) e tre campionati di Serie D (1973-1974, 1993-1994 e 2011-2012). Spicca, nel 1984 un secondo posto nel Trofeo Anglo-Italiano. Da segnalare un campionato di Serie C (Lega Pro) vinto sul campo giungendo al primo posto nell'anno 2014-2015, revocato in seguito dalla giustizia sportiva per tentato illecito nella penultima partita di campionato Savona-Teramo.
I colori sociali sono il bianco e il rosso. Disputa le sue gare interne nello stadio Gaetano Bonolis. Occupa il 97º posto nella graduatoria della tradizione sportiva dei club calcistici secondo i criteri della FIGC.

## Storia

### 1913-1928: le origini del calcio teramano
Alle ore 15.00 del 15 luglio del 1913, i teramani, per la prima volta in città, assistono ad una partita di calcio. In Piazza d'Armi, infatti, si affrontano, in gara amichevole, due formazioni di “bravi giovanotti” teramani; l'una in casacca biancoceleste, l'altra in casacca rossa; vince la prima, col rotondo risultato di 3-0. Il calcio ha ufficialmente fatto la sua comparsa a Teramo. La curiosa novità del giuoco del calcio, che pure incontra i favori del pubblico e pur segnalato dalla stampa locale non è, tuttavia, sufficiente a far nascere una struttura societaria articolata e affiliata alla Federazione, che faccia del foot-ball la sua attività principale e che partecipi a manifestazioni ufficiali.
Eppure, nel gennaio del 1914, il lungimirante prof. Giuseppe D'Alessandro, presidente della Gran Sasso, si era fatto prestare dal collega Giuseppe Pezzarossa, pioniere del calcio a Bari, un pallone da foot-ball e altri accessori, tra cui due reti per porta. Passato il fragore dei cannoni e il terrore della “inutile strage” della Grande Guerra, il Paese ricomincia a vivere e con esso il calcio. Tuttavia, nel periodo 1920/1924, il calcio teramano non riesce a decollare, limitandosi ancora ad attività di gare amichevoli. In verità riscuote grande successo il torneo di calcio organizzato dalle Società Sportive teramane nel 1921, ma il crescente entusiasmo per il calcio non porta ancora alla costituzione di una Società ufficiale, iscritta alla Federazione; anche perché, a Teramo, non vi è un vero e proprio campo di gioco.
L'uso della Piazza d'Armi viene concesso di rado e gli unici posti per giuocare al calcio si riducono ai cortili, ai giardini e agli spiazzi, come quelli dei “Tigli” o di Porta Madonna. Nel 1925 si svolge il primo campionato di calcio regionale, mentre nel 1926 la Lega Sud della Federazione riserva alla nostra Regione un Campionato di Seconda divisione, oltre ad Campionato di Terza Divisione e di Quarta Divisione. Manifestazioni tutte che non vedono la partecipazione di nessuna squadra della Città di Teramo. Nel 1928, finalmente, viene individuata un'area sulla quale allestire un terreno di gioco.

### 1929-1943: i primi anni di vita
Il 25 agosto 1929 viene fondata l'Associazione Sportiva Teramo, società con proprio statuto, che il 5 settembre si riunisce in Assemblea generale ed elegge il proprio Consiglio Direttivo. Presidente viene nominato, per acclamazione, il cav. Francesco Paolone.
Ora Teramo ha una società di calcio e anche un terreno di giuoco e così, il 27 ottobre 1929, alle ore 15.00, viene inaugurato il nuovo impianto sportivo, il "Comunale". La A.S. Teramo, che ospita la U.S. Osimana, si impone per 2-1; la prima rete della storia del Teramo la mette a segno la mezzala Gaiani II, un fornaio di origine felsinea. Seconda amichevole al Comunale il 3 novembre 1929, contro la Cluana Portocivitanova; più che il risultato finale (4-0), da segnalare il particolare curioso che la squadra teramana indossa una casacca giallorossa.
Nella stagione 1929/1930, la prima della sua storia, la A.S. Teramo partecipa al campionato di Terza Divisione Marche-Abruzzo. I colori societari sono ancora il giallo e il rosso, la squadra teramana infatti assumerà i colori biancorossi solo nella stagione successiva quando l'A.S. Teramo si trasformerà in Associazione Sportiva Società Ginnastica Gran Sasso Teramo. Domenica 17 novembre 1929 il Teramo disputa la sua prima partita di campionato, ospitando al Comunale, ampliato nel frattempo grazie ad una tribuna di legno interamente pagata dalla società, gli anconetani della Emilio Bianchi, con il risultato finale di parità, 1 a 1. Un mese dopo, giovedì 26 dicembre, va in scena, in un incontro amichevole, il primo derby contro la S.S. Pro Italia di Giulianova. Pochi forse sanno che si trattò del primo derby tra i teramani in maglia giallorossa e i giuliesi in maglia azzurra. L'ambiente è elettrico, il Comunale è stracolmo e sono moltissimi i tifosi arrivati dalla città costiera. Sulla tribuna si verificano incidenti già prima della partita. Atmosfera elettrica e tensione alle stelle, caratteristiche peculiari di una rivalità che accompagna la storia del Teramo Calcio e la sua tifoseria da ormai cento anni. Per la cronaca il risultato finale fu di 1-1, con il Teramo acciuffato nel finale dal Giulianova col gol di Coppola. Il 1930 rappresenta per la Teramo calcistica, un anno molto importante, il 6 aprile infatti, presso lo stadio Comunale, si svolge una solenne manifestazione per l'inaugurazione del gagliardetto sociale dell'A.S. Teramo, alla quale partecipano tra gli altri l'allora Prefetto di Teramo Natali e il Vescovo Micozzi. La stagione 1929/1930 vide il Teramo perdere il treno per la Seconda Divisione alle ultime battute e, a causa della difficile situazione economica, l'A.S. Teramo chiude i battenti dopo una sola stagione. Ma i teramani hanno voglia di calcio.
Nell'agosto del 1930 l'ormai fallita A.S. Teramo diventa Associazione Sportiva Società Ginnastica Gran Sasso Teramo, dal nome della “Società per l'Educazione fisica e Sport Gran Sasso d'Italia”, alla quale gli appassionati di calcio teramani si erano rivolti per allargare il campo delle proprie attività sportive creando una sezione calcio. A metà settembre la formazione del A.S.S. Ginnastica Gran Sasso Teramo è pronta, formata completamente da giocatori teramani pronti a vender cara la pelle sul terreno del glorioso Comunale.
Anche i colori sono quelli che ancora oggi ci appartengono, il bianco e il rosso, i colori di Teramo. In quella stagione il Teramo milita nella Seconda Divisione Marche Umbria Abruzzo senza grandi risultati, anzi, una profonda crisi economica e societaria ostacola il cammino dei biancorossi. Le stagioni successive sono stagioni difficili e piene di problemi per il Teramo. Tra mancate iscrizioni ai campionati di seconda e terza divisioni e partite giocate a ranghi ridotti, l'A.S.S. Ginnastica Gran Sasso Teramo non riesce a prendere vita completamente. Nel 1935, la conclusione del campionato abruzzese di seconda divisione decreta la fine della società Gran Sasso e nella stagione 1935/1936 Teramo resta al palo senza una squadra e senza una società.
I teramani però dovranno aspettare poco: verso la metà del 1936 uno “storico” telegramma di Francesco Paolini, grande appassionato e artefice della rinascita calcistica teramana, dà agli sportivi la notizia. Nasce l'Associazione Polisportiva Interamnia, che giocherà nella Prima divisione Abruzzese. Dopo due stagioni l'"Interamnia" nel 1939 approda per la prima volta in Serie C. Cambia anche la denominazione, ora la prima squadra della città di Teramo si chiama Associazione sportiva Teramo. Quest'ultima denominazione resterà immutata fino all'interruzione dell'attività calcistica a causa dello scoppio della seconda guerra mondiale.
Il campionato di serie C della stagione 1940/1941 è l'ultimo disputato dal Teramo prima del precipitare degli eventi bellici: i campionati calcistici nazionali riprenderanno solo a guerra conclusa, nel 1945.

### 1944-1947: il dopoguerra
Nell'euforia susseguente la Liberazione e la fine della guerra, il calcio teramano riprende nuovo vigore e nuovo slancio e nell'estate del 1945 viene organizzato un torneo a cui parteciparono alcune squadre direttamente organizzate dai partiti politici: caldo ovviamente è l'incontro che vede di fronte la squadra della DC e quella del PCI. Sul fronte del calcio professionistico la squadra biancorossa riparte dalla Prima divisione e il campionato viene strutturato in tre gironi: un girone marsicano, uno montano e uno marino.
Nel dopoguerra la stella dell'Interamnia si spegne e la squadra prende il nome di Libertas Teramo ritrovando nella Prima divisione la seconda squadra di Giulianova, mentre il Giulianova Calcio militava in serie C. Nel dopoguerra solo il “Messaggero” ricominciò a piccoli passi, ad interessarsi di calcio giocato ma nonostante ciò i risultati e gli incontri di quegli anni sono scarsamente raggiungibili ai posteri.
La stagione 1946/1947 si apre con una fusione dalla quale la squadra di Teramo esce con una diversa denominazione. Il Presidente della Libertas Teramo, Ernesto Fumo, e alcuni componenti dell'A.S. Gran Sasso Teramo decidono di fondere i due sodalizi: nasce così la S.S. Teramo che provvede subito ad inoltrare la domanda per l'ammissione alla Serie C.
Il 27 agosto 1946 la F.I.G.C. comunica l'ammissione della S.S. Teramo al campionato di Serie C. Il Teramo disputa una stagione di tutto rispetto giocando a tratti un calcio esaltante anche contro formazioni con un tasso tecnico più elevato.
La permanenza in Serie C è raggiunta a fine stagione senza patemi d'animo.

### 1947-1955: l'inferno della Prima Divisione e il ritorno in IV Serie
Nella stagione successiva (1947/48), la S. S. Teramo milita nel girone Q e la società punta nuovamente su elementi locali, teramani veri pronti a vender cara la pelle indossando la casacca della propria città.
Anche la suddetta stagione si conclude ottimamente per il Teramo visto che arrivò fino al quarto posto in classifica.
Come per quasi tutte le altre squadre del girone però ai biancorossi aspetta una retrocessione indiretta in Promozione Interregionale vista la decisione della Federazione di ridurre i gironi della serie C, da 15 a 4. Il Teramo quindi viene inserito nel Girone L del campionato di Promozione Interregionale che in pratica rappresentava la quarta serie nazionale.
Le stagioni 1948/49 e 1949/50 rappresentano per i biancorossi e soprattutto per la società un periodo di cambiamenti, sia societari ma soprattutto economici, con problemi monetari che influirono inevitabilmente anche sui risultati del campo.
Il 1950/51 è l'anno della retrocessione dalla Promozione appunto al Campionato di Prima Divisione. Un inferno vero e proprio dove il Teramo, pur avendo una rosa di tutto rispetto, è costretto a vivere per diverse stagioni. L'imperativo per la stagione in corso era solo uno: vincere e tornare nella categoria che spettava al Teramo. In prima divisione infatti i biancorossi ritrovano i “cugini” del Giulianova, ma sono costretti anche a calcare campi di città e paesi al limite del giocabile. Ma il Teramo raggiunge l'obiettivo promozione: alla fine del campionato la squadra vince lo spareggio con il Pratola e torna dopo solo una stagione in Promozione. Nella stagione 1952/53 la S.S. Teramo non riesce per un pelo a vincere il campionato, superato nell'ultima giornata decisiva dal Sulmona Calcio.
Così l'anno successivo si milita ancora in Promozione con l'unico obiettivo di tornare in IV Serie. Nella stagione successiva infatti il Teramo era ad un passo dal salto di categoria ma soltanto i nemici giallorossi riescono nell'impresa. L' S.S. Teramo però non si scoraggia e con forza e ostinazione nella stagione successiva si riallinea ai nastri di partenza con la volontà di non mancare, questa volta, l'obiettivo. I biancorossi disputarono una stagione fantastica (1955/56), vincendo su campi difficili e confermando la loro superiorità tra le mura del Comunale. Finalmente si torna in C.
Questi i componenti della rosa che scrissero un importante pezzo di storia per la città e per i nostri colori: Alcini, Antonelli, Benedetti, Biancucci, Bonnici, Bulgarelli, Di Battista, Di Francesco, Di Ludovico, Falconio, Foschi, Franchini, Lanciaprima, Mottola, Pupillo, Simoncelli, Tomei, Vallone.

### 1955-1960: dal ritorno in quarta serie alla promozione in Serie C
Dopo il trionfale campionato di Promozione abruzzese 1954/1955 il Teramo si accinge a tornare in IV serie con buoni propositi di ben figurare.
Tornare ad incontrare squadre come il Pescara, L'Aquila, Chieti e Giulianova è motivo di grande soddisfazione sia per la società biancorossa che per i teramani che non vedono l'ora di tornare a calcare i gradoni del Comunale da protagonisti. Il campionato scorre via senza nessun patema d'animo, il Teramo chiude il campionato al quarto posto disputando un'ottima stagione.
Nella stagione successiva c'è aria di rivoluzione: il campionato di IV serie si sdoppierà, nascerà infatti un campionato di IV serie di prima categoria o di “Eccellenza”, al quale parteciperanno le squadre classificatesi dal secondo al sesto posto, mentre, ovviamente accederà direttamente in Serie C la squadra prima classificata. Le formazioni che si classificheranno oltre il sesto posto invece parteciperanno ad un campionato di IV serie definito di seconda categoria e quindi subiranno una retrocessione. Ci si organizza per fare bene e il Teramo compie un'intensa preparazione ma le aspettative di un'immediata promozione svaniscono ben presto. I biancorossi infatti si dimostrano una buona squadra ma senza quel quid che può fargli fare il salto di qualità. Il sesto posto sfuma e la squadra si piazza al decimo posto: è di fatto una retrocessione.
Dopo una stagione simile in città si respira delusione e malcontento, oltre ciò, come ogni anno, nascono i soliti problemi societari per ripartire. I dirigenti devono quindi far fronte a difficoltà enormi per allestire una buona compagine. Dopo un brutto avvio di stagione i biancorossi però, grazie a qualche innesto nella campagna acquisti invernale, riescono a finire la stagione al settimo posto con ottimi propositi per l'anno successivo.
Una volta tanto nella stagione 1958/1959 il Teramo parte senza problemi economici. La rosa sembra davvero buona e il Teramo infatti disputerà un campionato quasi perfetto con un finale appassionante, chiudendo al secondo posto al pari del Molfetta. In soccorso dei teramani giunse la riforma dei campionati intermedi voluta dal commissario della FIGC, Bruno Zauli: il dirigente sportivo volle che tutte le quattro province dell'Abruzzo fossero ugualmente rappresentate, e incluse dunque a tavolino tutti e quattro i capoluoghi nella nuova terza serie.

### 1960-1967: il ritorno in Serie C, l'altalena della Serie D e l'incubo della Prima Categoria
Nella stagione 1959/60 e fino alla stagione 1966/67 la Serie C passa da due gironi a 18 squadre a tre gironi sempre composti da 18 squadre.
La prima classificata di ciascun girone sarà promossa direttamente in B, le ultime di ciascun girone retrocederanno in Serie D.
In casa Teramo l'ambiente è euforico, la Teramo Calcio è stata ammessa in Serie C dopo un lungo periodo. Gli acquisti sono naturalmente tanti, ma anche le conferme non sono così poche. La Serie C è un campionato difficile, formazioni come Foggia, Crotone, Avellino, Lecce, fanno davvero paura e i biancorossi non riescono ad ingranare. Solo poche buone apparizioni, il Teramo chiude il campionato all'ultimo posto con 26 punti, l'ultima squadra ad evitare la Serie D è la Reggina distante solo due punti. A fare compagnia ai biancorossi invece Salernitana e Casertana.
Così dopo una sola stagione in Serie C il Teramo torna a fare i conti con la difficile Serie D. L'umore degli appassionati è ai minimi storici, durante l'estate pochi hanno continuato a parlare di foot- ball dopo la grande delusione della retrocessione. Ma urge ripartire anche se da una serie inferiore. Tanti ovviamente gli addii come tanti i passaggi di proprietà, acquisti e cessioni che fanno tornare i tifosi a parlare di calcio giocato. Nessun patema d'animo questa volta, i biancorossi si dimostrano una buona squadra che arriva a fine campionato al settimo posto. I teramani però desiderano di nuovo un campionato all'avanguardia, per cercare di riconquistare la C.
1961/1962: il Teramo deve fare i conti con una profonda crisi societaria. Il mese d'agosto si presenta come un mese difficile. La società, dopo il campionato, è invisa alla maggior parte dei teramani. Si cerca di trovare alcuni operatori economici che si spera possano apportare il loro contributo, ma ciò non avviene. L'A.S. Teramo non riesce ad esprimere un consiglio direttivo e al suo posto viene nominato un comitato di reggenza con il compito di convocare entro trenta giorni i soci vecchi e quelli nuovi per eleggere un nuovo consiglio direttivo. Nel frattempo c'è un campionato da onorare e, nonostante le difficoltà societarie, i giocatori devono dimostrare ancora una volta amore ad attaccamento alla maglia. La crisi però si risente anche nello spogliatoio, con stipendi mai pagati e mensilità arretrate. La situazione si fa difficile ma nonostante tutto il Teramo riesce a salvarsi senza problemi, chiude a 30 punti assieme al Giulianova.
La stagione successiva, quel 1962/1963 si rivelerà drammatica per i tifosi teramani. Una squadra a pezzi, un ambiente difficile per giocatori e addetti ai lavori, i tifosi che iniziano a sentire i primi scricchiolii di una crisi incombente. Il Teramo non riesce a scalare posizioni in classifica e a fine campionato è destinato a partecipare agli spareggi per rimanere in D assieme agli acerrimi nemici del Giulianova e con il Molfetta. La squadra teramana affronta il match con il Giulianova allo “Zappelle” di Ascoli in una giornata piovosa nonostante la stagione estiva.
Il Giulianova, accompagnato da centinaia di tifosi (meno numerosi i teramani) vince per 2 a 0 e, vincendo anche col Molfetta, riesce a salvarsi. I teramani invece perdendo entrambi gli incontri con le rivali è costretto a retrocedere in Promozione: un incubo per tutti. Nonostante le vicissitudini societarie però il Teramo vivrà solo un anno in Promozione. Ad inizio stagione si era pensato al fallimento generale della società, evitato grazie ad un commissario straordinario, il Dott. Bellini che assicurerà l'iscrizione al campionato. Lo spareggio di fine campionato con il Termoli è il prezzo da pagare: i biancorossi si dimostrano una grande squadra andando a vincere sul campo ospite nella gara di ritorno. L'AS Teramo torna in Serie D.
La stagione 1964/1965 è una stagione tranquilla per i Teramani, la squadra naviga sempre a metà classifica e lì finirà il campionato. La stagione successiva sarà quella del ritorno in Prima Categoria. Nel frattempo l'altra società teramana, l'Interamnia, milita in Prima Categoria.
Un campionato disastroso fa ripiombare i biancorossi nel duro campionato di Prima, da lì a pochi anni però la fusione tra le due compagini diventerà realtà.

### 1967-1975: la Prima Categoria, la storica fusione e l'agognata Serie C col “Teramo delle meraviglie”

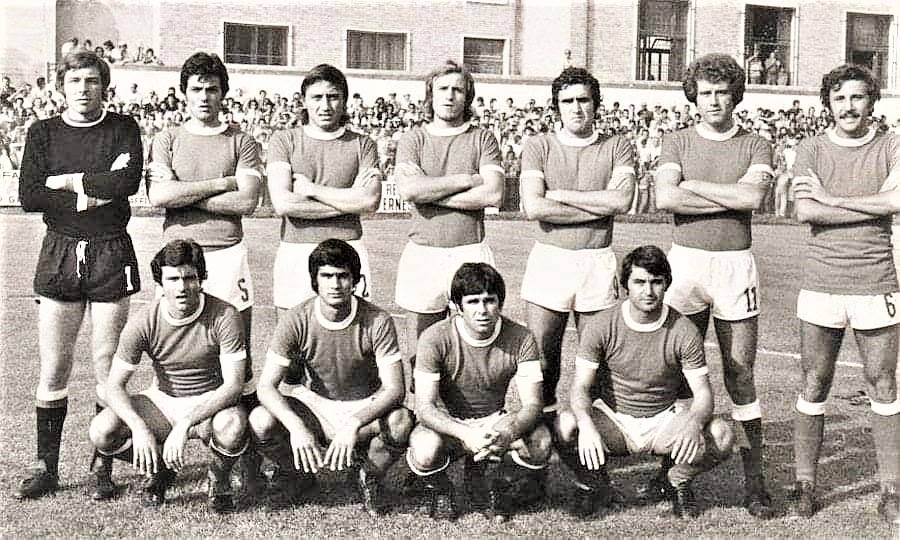
Il Teramo 1974-75

Nella stagione 1966/67 il Teramo Calcio si trova impelagato ancora in Prima categoria, Girone B. Durante la stagione estiva l'ipotesi di una fusione fra Teramo e Interamnia si è arenata nel tempo con le due compagini di nuovo ai nastri di partenza, questa volta nella stessa categoria. I biancorossi disputano una buona stagione, concludendo il campionato al terzo posto. L'Interamnia invece conclude al primo posto e gioverà clamorosamente anche di un ripescaggio da parte della Lega che la farà giocare direttamente in Serie D, visto l'aumento del numero di gironi della categoria. Il Teramo invece, per la stagione successiva, dovrà ancora militare in Prima Categoria, lottando per conquistare il posto che merita.
1967/68: il Teramo ci riprova. Questa volta i cuori biancorossi si uniscono intorno alla società con l'unico obiettivo di risalire in D. I teramani disputano una stagione entusiasmante vincendo il campionato con 53 punti davanti al Pratola. Per accedere in Serie D dovranno vedersela con il Pro Lanciano. Il Teramo perde entrambe le sfide, sia quella in trasferta, sul campo dei frentani per 1 a 0, sia la seconda tra le mura amiche, col passivo di due gol a zero. Niente Serie D, quindi, neppure per l'Interamnia, costretta a retrocedere dopo una sola stagione. A fine campionato molti recriminano sulla mancata fusione. Detto fatto: la stagione 1968/69 è quella della storica fusione. Dopo tre anni di attività calcistica l'Interamnia confluisce nella più vecchia società per portarvi nuove energie e per tentare di riportare il calcio teramano nelle categorie che contano. Il campionato di Promozione sembra ormai una pura formalità, infatti il Teramo chiude i battenti al primo posto con 54 punti. Lo spauracchio spareggio è alle porte, questa volta l'avversario è il Città Sant'Angelo. I teramani dopo un deludente 0 a 0 nel glorioso comunale, saranno costretti a perdere il treno Serie D dopo la sconfitta nel match di ritorno per 1 a 0.
C'è grande delusione tra gli sportivi, tuttavia i biancorossi saranno riammessi in Serie D grazie ad un miracoloso ripescaggio. Il Teramo riapproda in Serie D e la piazza biancorossa già sogna la C. Ma ci vorranno diverse stagioni affinché il sogno si realizzi. Cinque per la precisione, cinque stagioni in cui il Teramo lotterà con le unghie e con i denti per la categoria che conta. Domenica 7 settembre 1969 si gioca il primo “Derby dell'amicizia” tra Teramo e Giulianova, organizzato dalle due compagini per riconciliare le due tifoserie contrapposte in vista dei derbies di campionato. Un'iniziativa poco proficua visti gli incidenti post gara nel match Giulianova Teramo del 29 marzo 1970. I biancorossi nell'occasione perdono la gara per 1 a 0 e fuori dal Fadini e le due tifoserie si rendono protagoniste di diversi tafferugli. Da ricordare la spiacevole “azione “dei giallorossi ai danni delle auto dei teramani fuori dallo stadio. Goliardica invece la presa di posizione dei teramani che impedirono, il giorno dopo, la vendita del “pesce giuliese” lungo Corso S. Giorgio.
Nella stagione 1971/72 è da ricordare la nascita del primo “Club Biancorosso”, nato in via Tripoti con il suo Presidente Vincenzo Ferri. I campionati successivi saranno caratterizzati da un andamento sempre costante, il Teramo chiude sempre a metà classifica senza patemi d'animo, fino ad arrivare all'indimenticabile stagione 1973/74, l'anno del mitico ritorno in Serie C. I biancorossi disputano un campionato eccezionale, sugli scudi il bomber Pulitelli (27 presenze, 13 gol), Diodati e De Berardinis. Saranno questi i nomi che faranno del Teramo la “squadra delle meraviglie” del 1974/75, e del Comunale “la scala del calcio” come inneggiava uno striscione ai bordi del Comunale. I biancorossi arrivano al terzo posto, a solo tre punti dal Modena, sfiorando così la Serie B. Un anno indimenticabile che ancora oggi riecheggia nella memoria calcistica della città.

### 1975-1983: la Serie C1, la crisi societaria, il ritorno in C2

Il Teramo 1978-79

Il bellissimo campionato disputato dai biancorossi nella stagione 1974/75 ha creato intorno alla società e intorno alla squadra un entusiasmo che resiste alla parentesi estiva e si proietta anche nella stagione successiva. La rosa però è destinata a cambiare: assieme a Chiodi e Zanetti, infatti, parte anche il bomber Pulitelli ceduto all'Alessandria per una grossa cifra. Domenica 14 settembre 1975 parte il campionato del Teramo, Serie C, Girone B. Assieme ai biancorossi ci sono gli abruzzesi del Chieti e gli acerrimi nemici del Giulianova. Il Teramo parte subito bene con 5 punti in 3 partite e nel corso di tutta la stagione la squadra non deluderà le aspettative dei tifosi. Un campionato di tutto rispetto quindi, il Teramo chiude la stagione al terzo posto con 44 punti dietro a Rimini e Parma. La stagione successiva si apre con una calda estate. Molte le critiche per lo smantellamento della squadra, il Presidente Carmine Pedicone impone a tutto lo staff tecnico la ferma volontà di far ritornare nel glorioso Comunale l'ex Pulitelli, reduce da una stagione non entusiasmante ad Alessandria. I tifosi della Est lo aspettano a braccia aperte, la tifoseria grazie a questa operazione riacquista fiducia nella società. La squadra si dimostra all'altezza della categoria ancora una volta, anche se non si ripetono i grandi risultati del campionato precedente. Nella stagione 1976/77, infatti, il Teramo arriva soltanto a metà classifica, con 36 punti. La salvezza comunque è raggiunta senza patemi d'animo. Da segnalare, per gli amanti dei numeri, il rapporto presenze-gol fatti di Pulitelli: 36 presenze e 15 gol. Capocannoniere del campionato, ancora una volta con la maglia biancorossa. Il campionato 1977/78 segna il passaggio all'agognata Serie C1. Il Teramo infatti godrà della riforma del campionato che prevedeva il passaggio alla Serie C1 per le squadre classificate dal secondo al dodicesimo posto. La squadra di Mister Bruno raggiunge i 40 punti chiudendo il campionato al settimo posto. 1978/1979: il primo campionato della nuova Serie C1. Il Teramo è incluso nel difficile girone B: tante le trasferte al sud, Reggina, Catania, Cavese, Salernitana gli ostacoli più grandi. Nonostante ciò la squadra fa del Comunale la sua roccaforte, guadagnando importanti punti salvezza tra le mura amiche. La Serie C1 è al sicuro. Nella stagione che segna il passaggio dagli anni settanta agli ottanta il Teramo deve affrontare una grossa crisi. La spaccatura tra la vecchia dirigenza e i nuovi sembra insanabile. I due gruppi sono contrapposti, l'Avv. Giuseppe Lettieri affianca il gruppo dei “vecchi”, l'Avv. Lino Nisii invece affianca il gruppo dei “nuovi”. Nella mattinata di mercoledì 16 settembre viene annunciata che la crisi societaria è risolta. Il nuovo Presidente è Piero Chiodi, ora la parola spetta al campionato. Un campionato che non rispetta le aspettative iniziali, i biancorossi infatti sono costretti alla retrocessione in C2 relegati all'ultimo posto della classifica con 25 punti. L'ambiente adesso si aspetta una stagione di C2 degna della maglia e della città per risalire subito in C1. Nel campionato 1980/81 avviene un altro cambio di presidenza. Il nuovo dirigente è Ercole de Berardis, che non nasconde alla tifoseria la ferma volontà di tornare in C1. Nonostante le sue dichiarazioni il Teramo raggiunge soltanto la salvezza a metà classifica. Intanto Bruno Piccioni abbandona il calcio attivo, con la maglia del Teramo ha disputato la bellezza di sette stagioni, 233 partite, ed ha realizzato complessivamente 11 reti.

### 1983-1990: Rumignani (x2), gli spareggi di Terni, la promozione in C1 e il ritorno in C2

Il Teramo 1985-86

La stagione 1983/1984 è quella dell'arrivo dell'indimenticato Rumignani, tecnico preparatissimo dal punto di vista tecnico ma definito dagli addetti ai lavori una “testa matta”. Ercole De Berardis, presidente del Teramo, si affida a lui per puntare decisamente al salto di categoria. “Rumi” punta sulla qualità e dirige in prima persona la campagna acquisti per la stagione. Clamorosi gli arrivi di Canzanese e Bruno Del Pelo. Quest'ultimo difficilmente potrà essere dimenticato dai teramani negli anni a venire, protagonista della magica notte di Ascoli. L'altro acquisto invece, quello di Canzanese, è ricordato per gli strascichi al gusto d'amaro. Ex idolo del tifo caldo giuliese, Canzanese ebbe non pochi problemi ad essere accettato dalla piazza biancorossa e anche il direttore sportivo, Carmine Rodomonti, ebbe non pochi problemi con la tifoseria giallorossa. Indimenticabile a tal proposito il gol dell'ex di Canzanese, siglato nell'incontro di Coppa Italia Teramo–Giulianova a poche ore dal suo acquisto.
La prima amichevole disputata dal Teramo è quella del 10 agosto 1983, contro l'Ascoli. Punteggio finale Teramo 3 Ascoli 2, con una fantastica tripletta del neo arrivato Del Pelo che fa infiammare la città. Sul fronte campionato tutto è pronto per iniziare. Il Teramo nella stagione 1983/1984 si dimostra un avversario ostico per le compagini, soprattutto tra le mura amiche.
Sfortunatamente però il girone dei biancorossi non è dei più facili, difatti i ragazzi di mister Rumignani chiuderanno la classifica al terzo posto, fallendo l'obiettivo promozione. La delusione in città è tanta e a questa si aggiunge l'abbandono di Rumignani e Rodomonti che lasceranno il Teramo a fine stagione.
La stagione 1984/1985 è ricordata come quella degli spareggi di Terni. Il Teramo è ancora una corazzata, ma questa volta a gestire ambiente e spogliatoio sarà il neo arrivato mister Corelli.
A fine campionato i biancorossi raggiungono il secondo posto con 42 punti dietro al Brindisi e a pari merito con Fano e Civitanovese. “S'allunga il campionato”, titola il Centro, infatti a Terni si terranno le tre partite che decideranno chi potrà salire nella categoria superiore.
Nel primo incontro, quello tra Fano e Civitanovese, il punteggio finale fu di 0 a 0. Nel secondo match il Teramo doveva affrontare il Fano. Ben 25 pullman di tifosi partirono coi colori biancorossi, alla fine eravamo più di 1700. La trasferta al “Liberati” di Terni però fu amara per i teramani, il Fano si aggiudicò Terni sono ancora oggi ricordati con rabbia e rammarico dai teramani, ma anche un pizzico di emozione ricordando quella trasferta così numerosa.
L'anno successivo è l'anno del ritorno di Mister Rumignani. È l'anno dell'approdo in C1, l'anno della rivincita di “Rumi”. Il presidente De Berardis fece di tutto per farlo tornare all'ovile e i suoi sforzi furono ripagati al meglio. Il cammino del Diavolo è un cammino impeccabile, sei risultati utili consecutivi decretarono la vittoria del Teramo che vince il campionato con 46 punti. Rumignani ha raggiunto il suo obiettivo, l'anno prossimo sarà l'anno di Luzii.
Antonio Luzii è un mister preparato e lo dimostra anche sul campo. La C1 stagione 1986/1987 è un campionato difficile ma la matricola Teramo dimostra di potersela cavare perfettamente. Squadre di rango come Foggia, Salernitana, Nocerina, Catanzaro, Cosenza non spaventano il Diavolo che rimane nelle prime posizioni per tutto il girone d'andata e alla fine raggiunge una comoda salvezza con 35 punti a metà classifica.
Il campionato targato 1987/1988 è ricordato come uno dei peggiori disputati dai biancorossi. Sulla panchina torna l'indimenticato Bruno al posto di Luzii ma il Teramo si dimostra da subito una squadra non all'altezza della categoria, che chiuderà la stagione all'ultimo posto, retrocedendo in C2.
Anche De Berardis vacilla, lasciando la squadra per alcuni giorni alla meteora Costantini, l'imprenditore ascolano che seguì le vicende teramane solo per 3 mesi.
Il Teramo deve affrontare una gravissima crisi societaria, i debiti sono molti e si è costretti a una fideiussione per garantire alla squadra l'iscrizione alla stagione seguente.
Così la stagione 1988/1989 sancisce la fine dell'idillio De Berardis-Teramo Calcio.
Il nuovo Presidente è Quintino Stanchieri, un imprenditore edile che è stato vice presidente nell'era De Berardis. Ma il peggio deve ancora arrivare.
Nella stessa stagione Stanchieri e company sono costretti a dimettersi per favorire il commissariamento del Teramo, indispensabile per sanare i grossi debiti accumulati negli anni. Sul piano campionato almeno le cose non peggiorano, il Teramo chiude a metà classifica assicurandosi la salvezza.
La situazione finalmente si sbroglia nel 1990. Il Teramo esce dal commissariamento e viene preso in braccio dal nuovo arrivato Giovanni Cerulli che sarà il Presidente del Teramo per diversi anni a seguire. Con Romano Mattè alla guida tecnica i biancorossi disputano un ottimo campionato, si rimane ancora in C2 ma il Diavolo è ancora vivo.

### 1990-1997: gli spareggi di Terni, il ritorno in C2
Il nuovo allenatore per la stagione 1990/1991 è un tale Luigi Delneri, che in seguito, allenerà in piazze ben più importanti a livello prettamente calcistico. Viene da una realtà interregionale e non ha nessuna esperienza nei campionati di Serie C2. Egli però si rivela un uomo serio e molto preparato e lascerà Teramo, a fine stagione, nel generale rimpianto. Nella rosa biancorossa milita anche il diciottenne Enrico Chiesa che negli anni a venire diventerà uno dei più grandi attaccanti del panorama italiano. Il Teramo disputa un ottimo campionato nel complesso, arrivando terzo, dietro e Chieti e Sambenedettese direttamente promosse in Serie C1. La speranza di un ripescaggio sfuma e la piazza teramana è costretta ad un'altra estate di speranze e auspici per salire di categoria.
Stagione 1991/1992: il post Del Neri è affidato al mister Marco Torresani. Si allestisce una buona squadra e nulla fa presagire che, a fine campionato, si dovrà disputare un “tragico” spareggio per non retrocedere tra i dilettanti. I biancorossi, inseriti in un girone molto difficile, non trovano il bandolo della matassa per tutto il campionato, così alla fine di questa travagliata stagione, il Teramo è quart'ultimo ed è costretto a disputare uno spareggio a tre per non retrocedere contro Valdagno e Cerveteri in quel di Terni, che avrà il suo epilogo proprio con i laziali in quel triste 12 luglio del 1992, quando il Teramo retrocedette mestamente in Campionato Nazionale Dilettanti davanti ad oltre 3000 teramani presenti.
Il campionato 1992/1993 è il primo campionato dilettanti per il Diavolo dopo quasi vent'anni di Serie C e rappresenta un crocevia per il ritorno nel professionismo. Il Presidente Cerulli, nonostante la situazione non sia delle migliori, non lascia la barca e continua per la sua strada. Mister Piccioni sostituisce, a campionato in corso, il neo allenatore Pallozzi e il Teramo chiude a metà classifica quest'annata interlocutoria, assicurandosi almeno la permanenza in CND.
1993/94: si torna in C. Mister Ammazzalorso e un organico di grande prestigio riportano il Diavolo, alla fine di un entusiasmante testa a testa con la Ternana, nella serie che gli compete.
Grandi protagonisti della stagione sono l'indimenticato portiere Fabrizio Grilli che vestirà la maglia del Diavolo per tante stagioni ancora, il beniamino Massimo D'Aprile, il giuliese Ciarrocchi, il bomber Pino Tortora e Marcello Di Giuseppe, solo per citarne alcuni. Così domenica 17 aprile 1994, a tre giornate dalla fine, Teramo e i teramani possono festeggiare, in un Comunale stracolmo, il ritorno in Serie C nella partita casalinga contro l'Ostia Mare con una pacifica invasione di campo e successivi festeggiamenti in città fino a notte fonda.
Dopo il ritorno in C2 la piazza teramana è euforica. Nelle stagioni successive saranno tante le emozioni che i biancorossi sapranno regalare ai propri tifosi. Il Presidente è sempre lo stesso, Cerulli Irelli, che riuscirà ad allestire delle rose dignitose che sapranno far accendere la Curva Est e tutto il Comunale nel corso degli anni. Sempre accesi i derby di campionato e coppa Italia con gli acerrimi nemici del Giulianova, indimenticabile il gol su punizione di Ciarrocchi sotto la Est nel derby della stagione 1995/1996, Fabrizio Grilli che partita dopo partita entrerà nel cuore dei tifosi, divenendo una vera bandiera (forse l'ultima) del calcio teramano. Sono anni di grande genuinità quelli, anni di un calcio sano e divertente, anni che verranno rimpianti non molto tempo dopo. Il 15 luglio 1997 Cerulli passa il testimone a Romano Malavolta junior. Inizia l'era della famiglia romana, gioie e dolori. Cerulli assicura che il Teramo, patrimonio di tutta la città è in mani sicure. I fatti degli anni a seguire non gli daranno ragione.

### 1997-2000: inizio dell'era Malavolta
Ettore Donati è il nuovo allenatore e nella stagione 1997/1998 conquisterà il primo storico play-off perso in semifinale con l'Arezzo. Quello è il Teramo del capitano (ultimo vero capitano) Fabrizio Grilli, del bomber Nicoletti, e di un maestoso Rocco Pagano.
Nella stagione 1998/1999, sulle ali dell'entusiasmo, Malavolta allestisce una squadra per tentare il salto di categoria in C1; l'entusiasmo in città è tanto, ma nonostante un precampionato con 10 vittorie su altrettante amichevoli (di cui 3 contro squadre di serie B e 3 contro squadre di C1) che alimentano ancor più entusiasmo, il Teramo a fine stagione non riesce a entrare neanche nei play-off.
La stagione 1999/2000, vede l'approdo come allenatore dell'ex bomber della Roma Roberto Pruzzo.
“Spero che Pruzzo faccia grande il mio Teramo”, diceva Malavolta a inizio campionato. A fine stagione non verrà riconfermato.
Il Teramo nonostante un campionato non esaltante riesce ad acciuffare l'ultimo posto utile per disputare i play-off, persi un'altra volta questa volta contro il Rimini. Questa stagione segnerà la rottura fra la tifoseria organizzata e la dirigenza dei Malavolta: l'acquisto di Manari, storica bandiera del Giulianova e anti teramano per eccellenza, non verrà mai perdonata, neanche negli esaltanti campionati a seguire.
La grande delusione per la sconfitta di Rimini e la fine del sogno promozione trovano ben poco spazio negli addetti ai lavori. Romano Malavolta jr è pronto a ripartire per centrare l'obiettivo C1. In estate la novità: al posto di mister Pruzzo arriva sulla panchina biancorossa mister Lombardo che l'anno prima allenava il Catanzaro. Il Teramo parte male e dopo qualche giornata si arriva all'esonero di Lombardo, in panchina torna Ettore Donati. Da lì in poi, tra alti e bassi, il Diavolo disputa un campionato di buono livello e grazie a prestigiose vittorie fuori casa raggiunge nuovamente la zona play-off. Primo avversario il Rimini, che viene superato in semifinale dopo i due scontri diretti. L'ultimo ostacolo prima di festeggiare la promozione si chiama Chieti. Il derby non è la partita ideale in questi casi e infatti la strada per la C1 è quanto mai difficile. Nonostante il Comunale fosse un catino infernale, il Teramo non va oltre l'uno a uno ed è costretto ad abbandonare il sogno promozione a Chieti perdendo per 1 a 0. I neroverdi festeggiano, per gli undici di Donati ancora una cocente delusione.

### 2000-2008: anni 2000 e il fallimento

Simone Motta al tiro nel 2002/2003

La svolta avviene nel 2001/2002 quando, con in panchina Luciano Zecchini, e Malavolta presidente (passato al timone della società nel 1997 e a cui si dovrà il fallimento del Teramo qualche anno più tardi) la squadra ottiene la promozione in C1 dopo 14 anni. L'undici titolare era: Servili, Arno, Facci, Castelli, Terlizzi, Carrozzieri; Faieta, Biso, Bagalini, De Angelis; Margheriti (Pasca), Myrtaj.
La stagione successiva 2002/2003, la prima in C1 dopo tanti anni, parte con tanto entusiasmo, e la squadra viene rinnovata solo in attacco, con Motta e Pepe. Il campionato vede la società teramana confrontarsi con le squadre del girone, e vede fare sue tante partite: le vittorie al Partenio di Avellino, a San Benedetto, a Fermo, a Sassari, i derby vinti largamente, anche con gli odiati cugini del Giulianova, fanno gravitare la squadra nelle sfere alte della classifica: alla fine è quarto posto, che viene vanificato dai play off con il Martina, sconfitto all'andata (1-0) ma vincente al ritorno (1-0) e per questo promosso alle finali per il miglior piazzamento (3º). Da qui inizia la parabola discendente della società abruzzese che, qualche anno più tardi, complice scelte errate e ingaggi alti, si ritroverà sommersa da un mare di debiti.
Per il campionato di Serie C1 girone B 2003/2004 l'allenatore rimane Luciano Zecchini e la rosa subirà notevoli cambiamenti per l'accasarsi di numerosi giocatori della passata stagione nelle categorie superiori. Alla fine sarà 10º posto.
La stagione 2004/2005 si apre con la sconfitta interna contro la Fermana e l'esonero di Zecchini avvicendato da Luciano Foschi. La sua gestione, apertasi con la vittoria di Pesaro per 2-1, sarà sciagurata: 7 punti in 8 partite. Richiamato Zecchini, la squadra risale dapprima la classifica arrivando al quinto posto con cinque vittorie consecutive a cavallo del giro di boa, per poi subire un crollo nel ritorno. La stagione termina con la salvezza agguantata alla penultima giornata (0-0 in casa col Padova e il 13º posto). In questo campionato fa la sua prima comparsa l'imprenditore Polverino, che (tra marzo e aprile) prima diventerà presidente del Teramo per poi cedere il timone della società nuovamente nelle mani di Malavolta il quale, nel giugno 2005, in una sala comunale gremita, annuncia di aver pagato 1.069.000 euro di debiti al fisco, passo necessario per vivere l'avventura in C1.

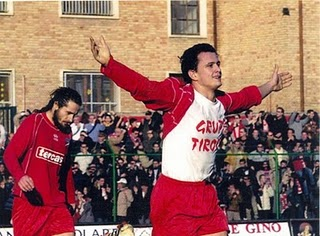
Simone Pepe e Mattia Biso protagonisti nell'annata della B sfiorata.

E l'anno seguente (stagione 2005/2006) con Marco Cari in panchina il Teramo (che viene spostato nel girone A di Serie C1): con il passare delle giornate arriva nelle zone alte della classifica e conquista la quinta piazza per poi essere retrocessa in settima posizione per una decisione della Commissione Disciplinare con una penalizzazione di 4 punti. Tra le gare disputate in questa stagione c'è da ricordare il pareggio per 0-0 a Marassi contro il Genoa e l'1-1 del ritorno, nonché il 3-2 contro la Fermana (a fine primo tempo si perdeva 0-2).
La stagione successiva (2006/2007), che segnerà la retrocessione del Teramo in C2, si apre con 9 punti nelle prime 3 partite a scapito di Ancona, Juve Stabia e Giulianova. Il ruolino dei biancorossi è buono in casa, ma fuori è disastroso e per questo Gabetta viene esonerato alla seconda giornata di ritorno. Il suo successore Fiorucci raccoglie una sola vittoria in mezzo girone di ritorno e richiamare Gabetta non servirà, nonostante i risultati buoni, a cambiare una situazione compromessa. Agli spareggi salvezza il Teramo arriva atleticamente stanco e mentalmente logoro, l'Ancona ha la meglio e dopo 5 anni di C1, il Teramo ritorna in C2.
Nonostante un ottimo campionato di C2 (2007/2008), conclusosi con l'ottavo posto, l'ombra del fallimento, che aleggiava già un anno prima, si è materializzato e ha costretto la società a ripartire dalla Promozione. Il 15 luglio 2008, nel giorno del suo 95º compleanno, il Teramo è stato radiato dalla C2.

### 2009-2015: rinascita e risalita dalla Promozione alla Lega Pro
In seguito al fallimento della Teramo Calcio, una nuova società dal nome Real Teramo viene fondata e inizialmente guidata da Ernesto Martegiani, unitamente ad altri professionisti teramani. Richiedendo l'affiliazione al titolo sportivo, è stata iscritta quindi di diritto al campionato di Promozione regionale, girone A (2008/2009). Appena dopo, la presidenza viene però assunta interamente dall'imprenditore del dolciario Luciano Campitelli. I biancorossi hanno chiuso la stagione al primo posto toccando quota 91 punti dopo averlo ipotecato già dopo l'undicesima vittoria consecutiva all'andata contro l'Hatria. La gara decisiva fu la vittoria contro l'Hatria con gol di Mario Orta (autore di 30 reti) nella partita di ritorno che sancì la promozione in Eccellenza.
Nel 2009/2010 i biancorossi, pur partendo bene (20 punti nelle prime otto giornate) hanno incontrato qualche difficoltà, soprattutto a cavallo del giro di boa, che hanno portato all'esonero dell'allenatore Domenico Izzotti. Da lì in poi, con la squadra affidata a Candido Di Felice, sono arrivate 5 vittorie di fila che hanno condotto il diavolo alla promozione in Serie D (con 8 punti di vantaggio sulle inseguitrici), virtualmente conquistata con la vittoria a Castel Di Sangro (1-2). Cannoniere ancora una volta Mario Orta, autore di 47 reti in due stagioni (30 in Promozione e 17 in Eccellenza). Tra le vittorie più importanti quelle con Alba Adriatica (4-0), Notaresco (0-1 all'andata e 5-0 al ritorno), Rosetana (1-3), Montesilvano (2-0), Castel di Sangro (1-0 and. 1-2 rit.) e Mosciano (2-0). Partita decisiva per la promozione in Serie D fu la vittoria con il Guardiagrele con reti di Lukasz Lenart e Bolzan.
La stagione 2010/2011 nel girone F della Serie D, parte con grandi propositi e con l'obiettivo dichiarato di fare almeno i play-off. Alla guida dei biancorossi Rinaldo Cifaldi, e una campagna acquisti di tutto rispetto: tra gli altri Giuseppe Gambino, Luis Federico Arcamone, Davide Borrelli, Gaetano Di Mauro e Carmine Cerchia successivamente Daniele Scartozzi, Emanuele Gabrieli e Filippo Borgogni, oltre al riconfermato Mario Orta. Il campionato parte con tre vittorie di fila (contro Cesenatico, Venafro e Luco Canistro), poi due pareggi e la pesante sconfitta di Santarcangelo. La squadra riprende subito la marcia vincendo con la Santegidiese (2-0) e a Bojano (0-2), mantenendo un cammino abbastanza regolare (bella la vittoria sulla Jesina per 2-1 e lo spettacolare 4-3 sulla Sambenedettese) si issa al primo posto. I risultati continuano ad arrivare anche a inizio girone di ritorno (da ricordare la vittoria di Canistro 3-0), ma un alcuni alti e bassi di troppo fanno sì che la società arrivi ad esonerare Cifaldi dopo la sconfitta di Recanati (3-1) per far posto ad Aldo Ammazzalorso (tornato a Teramo a 16 anni dall'ultima vittoria del campionato). La sua esperienza, con 2 punti in 5 partite nel mese di marzo, finisce con la sconfitta interna contro il Rimini (1-2) e sancisce il ritorno di Cifaldi. Da qui in poi la squadra si riprende, con 13 punti nelle ultime 5 giornate (importante l'1-2 con la Sambenedettese fuori casa e il beffardo 2-2 di Forlì): questo non basta a risalire la vetta, arrivando quindi secondo. Ai play-off liquida 1-0 la Jesina in semifinale, ma nel finale di girone perde una brutta partita col Rimini (1-3) dicendo addio al sogno promozione.
La stagione 2011/2012, nel girone F della Serie D, parte con l'obiettivo dichiarato di vincere il campionato. Torneo difficile che presenta l'Ancona neopromossa e una Sambenedettese con maggiori spunti tecnici rispetto all'anno precedente. Alla guida dei teramani arriva Roberto Cappellacci, ex Santegidiese e Valle del Giovenco con un passato da giocatore nel Teramo, e una campagna acquisti che rivoluziona la squadra: dell'anno passato rimangono i soli Borrelli e Arcamone, mentre la bandiera della rinascita Orta, non rientrando nei quadri tecnici, va via dopo 3 anni e 57 reti in biancorosso per andare nella vicina San Nicolò. Arrivano però gli attaccanti Bucchi, Lazzarini, Masini e Berra (poi ceduto all'Angolana a gennaio), i centrocampisti Valentini, Traini, Laboragine, Petrella e Vitone e i difensori Ferrani, la coppia centrale ex Gaeta Calabuig-Speranza e i vari Chovet, De Fabritiis, Filipponi e l'estremo Serraiocco. Il campionato parte con un pari contro la Civitanovese, poi 5 vittorie consecutive (tra cui l'1-3 a San Benedetto del Tronto) dimostrano subito le potenzialità della squadra; dopo il pari con il Miglianico, arrivano altre 7 vittorie di fila cui seguono il pari di Riccione e la vittoria con l'Atessa. Successivamente arrivano le prime due sconfitte di Ancona e Civitanova al giro di boa, ma ad anno nuovo il Teramo si riprende subito con 3 vittorie di fila prima del pari (1-1) casalingo con la Sambenedettese. A questo punto della stagione i punti di vantaggio sulle rivali sono 4 sulla stessa Samb e 5 sull'Ancona. Tra febbraio e marzo 5 vittorie (con Real Rimini, Jesina, Olympia Agnonese, San Nicolò e Luco Canistro), intervallate dal pari di Miglianico, portano all'allungo degli aprutini e ad uno sfaldamento delle avversarie che si trovano a 10 e 12 punti di distacco, spalancando di fatto le porte della promozione. In seguito un pareggio e due sconfitte consecutive certificano il calo della capolista, messo a tacere dalla vittoria con il Riccione (2-1) che ipoteca il campionato e dal pari di Atessa (1-1) del 29 aprile, che porta così la squadra stessa a vincerlo con una giornata d'anticipo. Ininfluente è la sconfitta casalinga con l'Ancona nell'ultima giornata. Alla poule scudetto, il Teramo perde la finale col Venezia (3-2) dopo aver battuto Forlì (2-3) e Pontedera (3-1) nel mini-girone, e superato il Salerno (5-3 d.c.r.) in semifinale.
La stagione 2012/2013 in Lega Pro Seconda Divisione inizia con qualche difficoltà per la compagine abruzzese. Nel girone di ritorno, il Teramo cresce in gioco, forma atletica e grazie al ritorno in campo del bomber Bucchi dopo un grave infortunio, raggiunge i play off all'ultima giornata a discapito del Poggibonsi. Al primo turno dei playoff supera l'Aprilia pareggiando 1-1 in casa e vincendo 0-1. Nella finale dei play-off il Teramo viene battuto dall'Aquila.
Nella stagione successiva 2013/2014, la squadra si issa subito nei piani alti della classifica e, col 3-0 sul Cosenza, chiude il girone d'andata al primo posto con 33 punti e due sole sconfitte. Il ritorno certifica un calo dei biancorossi che concludono la stagione al terzo posto (55 punti-dietro solo a Messina e Casertana) e il diritto ad essere ammessi alla nuova Lega Pro unica.

### 2015-2019: il sogno della B, la retrocessione in Lega Pro e la fine dell'era Campitelli
La stagione 2014/2015 vede gli abruzzesi inseriti nel girone centrale dell'inedita Lega Pro unica e, dopo le prime due gare a zero punti contro il Pisa (3-1) e il Grosseto (1-3), le successive 4 vittorie portano il Teramo al primo posto. Tra settembre e ottobre i 3 punti in 5 partite (e conseguente nono posto) certificano un calo che culmina col cambio di modulo: da S. Marino la squadra infila una serie di 24 risultati utili che lo riportano a ridosso della vetta (vittorie con Reggiana, Pontedera, Savona, Prato) e, nella partita di Ascoli (0-0), a cambiare i propri obbiettivi, ovvero giocarsela fino alla fine. Inizia il girone di ritorno e il Teramo pareggia contro un Pisa decisamente meno forte della prima gara d'andata (1-1 gol di Bucchi). Il Teramo ora fa paura agli avversari e nella settimana dopo vince meritatamente (0-1) a Grosseto. Segue un testa a testa con i marchigiani ma dopo i pareggi contro Spal e L'Aquila, il diavolo va a -4. Qui non si scompone: dopo l'1-5 vincente di Carrara, in otto giorni passa dal -4 alla vigilia della gara con la Pistoiese (poi 2-0) al +2 post S. Marino (inframezzati dallo 0-3 di Piacenza con la Pro). Intanto l'Ascoli racimola 5 punti in 6 partite e il vantaggio sale a +7 a metà aprile con il pari di Reggio Emilia e le vittorie in casa con Tuttocuoio e Lucchese. A Prato si interrompe la striscia dei 24 risultati utili, a cui seguono le vittorie col Pontedera (2-0 e 6790 spettatori) e in trasferta a Savona (1000 tifosi al seguito) alla 37ª giornata di campionato, ottenendo inizialmente, con un turno d'anticipo, la promozione in Serie B. Il campionato si chiude con il 2-2 contro l'Ascoli in un clima di festa (8.362 paganti e record d'incasso) e con Lapadula e Donnarumma autori di 21 e 23 reti. Ma il 29 agosto 2015 con la definitiva sentenza di secondo grado della Corte d'Appello Federale della Figc, viene retrocesso in Lega Pro con una penalizzazione di 6 punti per responsabilità diretta del presidente Campitelli nel concordare col Savona la decisiva vittoria per la promozione, alla penultima giornata.
La stagione successiva quindi riparte dal -6 e l'esordio avviene proprio col Savona alla 4ª giornata per dare tempo al Teramo di riorganizzarsi col mercato. Senza i due attaccanti e senza il ds Di Giuseppe squalificato, la squadra staziona nelle parti medio basse nella prima parte del campionato, ma al giro di boa alcuni risultati utili consecutivi (bella la vittoria a Pisa per 2-1) fanno tornare la squadra abruzzese nella parte sinistra della classifica. Si cerca in tutti i modi di raggiungere i playoff ma la sconfitta in casa della Lupa Roma (3-0) spegne definitivamente la speranza di conquistarli. La salvezza arriva con la vittoria casalinga contro la Lucchese per 3-0 e un ottavo posto finale a 43 punti. A fine stagione salutano Vivarini e i giocatori Perrotta, Cenciarelli e Amadio.
La stagione 2016/2017 si presenta con uno staff tecnico rinnovato (Zauli all. e Lupo ds) ma l'esordio è da dimenticare: 1 punto in 4 partite e Zauli viene esonerato. Chiamato Nofri al suo posto, la squadra continua a stazionare nella zona bassa (15 punti in 13 partite) e si decide di richiamare Zauli, che riesce a fare peggio della prima esperienza (4 punti in 7 partite). A questo punto si opta per prendere Ugolotti che, da allenatore di categoria, riesce a correggere gli errori difensivi pur rinunciando a dare alla squadra un'impronta offensiva. Il suo modo di giocare porta 20 punti in 14 partite e il quintultimo posto con 40 punti finali. Ai play out la doppia sfida col Lumezzane (1-1 fuori e 0-0 in casa) conduce ad una sofferta salvezza.
Anche la stagione 2017/2018 si presenta difficoltosa dall'inizio,che si apre col pareggio di Mestre,mentre la prima affermazione alla terza giornata col Ravenna(3-2).Nonostante l'esonero di Asta avvenuto alla seconda di ritorno con la sconfitta casalinga contro il Vicenza,l'avvento di Palladini non porta benefici e il campionato si conclude al 16º posto con tanti pareggi(17),la miseria di sole 6 vittorie e l'avvento di Zichella dopo le dimissioni di Palladini avvenute a seguito dello scialbo pareggio di Fano.Dunque ancora playout all'orizzonte,se non fosse che al Santarcangelo vengano inflitti due punti di penalizzazione per violazioni CO.VI.SO.C.Il diavolo è cosi salvo(differenza reti a favore) dopo una stagione che,complice la radiazione del Modena,poteva concludersi molto peggio.Tra le poche soddisfazioni di questo anno,la doppia vittoria col Padova vincitore del torneo e il pirotecnico pareggio all'ultima di campionato con la Reggiana.
L'ultima stagione dell'era Campitelli vede una partenza abbastanza negativa(4 punti in 6 partite) e l'allontanamento di Zichella.L'avvento di Maurizi porta un miglioramento dei risultati e mercato di riparazione(arrivano Infantino,Polak,Sparacello e Celli) risulterà decisivo nel girone di ritorno per la salvezza diretta con scontri diretti vinti in trasferta(Ravenna,Albinoleffe e Giana) e in casa(Rimini e Vis pesaro).

### 2019-2022: La presidenza Iachini, la cessione dello stadio, la gestione Ciaccia e l'esclusione dalla Serie C
Il giorno 25 Maggio 2019 con una comunicazione stampa societaria viene dichiarata la cessione delle quote societarie pari al 100% all'imprenditore teramano Franco Iachini. L'esito positivo della trattativa sancisce la fine dell'era Campitelli durata 11 anni. La stagione 2019/20 è stata la prima dell'era Iachini.
Inoltre è stato siglato un accordo tra Sabatino Cantagalli, titolare della Verdebosco S.r.l e Franzo Iachini, presidente del Teramo calcio, per la cessione della totale gestione dello Stadio Gaetano Bonolis.
La prima 2019/2020 con una squadra completamente rivoluzionata (anche il capitano Ivan Speranza saluta dopo 8 anni) si conclude con un ottavo posto dopo che la stessa aveva subito un calo vistoso pre sospensione campionati (ai playoff pari col Catanzaro e la seconda 2020/2021 sempre con un ottavo posto (sconfitta col Palermo 2-0) dopo essere stata per tutto il girone di andata in alta classifica e aver subito una brusca discesa (14 gare senza vittoria).
Nell'autunno 2021 gli imprenditori romani fratelli Davide Ciaccia e Mario Ciaccia, già presidente dell'Atletico Terme Fiuggi (squadra militante allora in Serie D nel girone F) decidono di acquistare il 60% delle quote azionarie della società. Nel novembre dello stesso anno i nuovi soci vengono fermati dal Tribunale di Roma con l'accusa di truffa nei confronti dello Stato per via di alcune intercettazioni riguardanti attività illecite legate ai bonus immobiliari stanziati dal governo. A seguito di ciò avviene il blocco delle quote societarie da poco detenute dai due fratelli. La società, nonostante le notevoli problematiche per via della mancanza dei fondi, nella stagione 2021/2022 riuscirà a salvarsi sul campo il 9 aprile pareggiando in casa 1-1 con il Pontedera, piazzandosi quindicesimo in classifica finale. Nonostante il Teramo Calcio abbia presentato a giugno la domanda d'iscrizione per il campionato di Serie C e il Tribunale di Roma sbloccato le quote societarie possedute dai Ciaccia, il 1 luglio 2022 la società biancorossa viene bocciata dalla Covisoc per il mancato pagamento dell'IVA a causa dei grandi debiti all'interno del club che erano già presenti da almeno un anno. Il Teramo pur non arrendendosi tra i mesi di luglio e agosto presentando vari ricorsi insieme al Campobasso alla Covisoc, alla F.I.G.C., al TAR del Lazio e in ultimo il 12 agosto al Consiglio di Stato (poi tutti bocciati), alla fine quindi è costretto ad abbandonare il professionismo per la stagione 2022-23. È stata pure richiesta l'ammissione in Serie D in sovrannumero ma anche questa domanda è stata respinta.

### 2022: La rinascita
Intanto, nel mese di agosto, un gruppo di imprenditori teramani, guidati da Romolo De Baptistis, ha fondato una nuova società denominata SSD Città di Teramo, con presidente Eddy Rastelli, DS Paolo D'Ercole e allenatore Marco Pomante, che dopo la richiesta respinta di ripartenza dalla Serie D per scadenza dei termini, è dovuta ripartire dal campionato dalla Promozione regionale, nel girone B. A causa del costo troppo elevato per giocare allo Stadio Gaetano Bonolis (al momento gestito dall'ex presidente Franco Iachini), la squadra gioca nell'impianto sportivo Giampiero Pigliacelli di Montorio al Vomano.
Partita in ritardo,esordisce contro il Piano della lente per 1-1(gol di Palumbo) ottenendo 5 punti nelle prime tre partite con un ritardo di 4 punti dalla vetta.Seguono poi 6 vittorie consecutive contro Penne,Elicese,Rosetana,Lauretum,Casoli e Favale prima dell'unica sconfitta del campionato contro il Fontanelle.A questo punto vince lo scontro diretto contro la Turris val Pescara per 4-0,che fa da prologo ad altre 6 vittorie di fila(nell'ordine Turris, Pianella,Morro D'oro,Mosciano e,nel girone di ritorno,Piano della lente(giocata in campo neutro al Bonolis e che segna il sorpasso in classifica) e Villa Mattoni.Col passare delle giornate il distacco si amplifica e il 18 marzo 2023 i biancorossi vincono il campionato contro la stessa Turris in trasferta(0-1 di Di Giacomo) con quattro giornate di anticipo,chiudendolo poi con 69 punti e 15 di vantaggio.Non pago vince anche la coppa Mancini nel triangolare contro Celano e Cupello.
Marcatori D'Egidio con 14 centri, Kovalonoks con 13 e Palumbo con 11.

## Colori e simboli

### Colori
I colori sociali del Teramo sono il bianco e il rosso, dai quali è composta la prima maglia del Teramo che è bianca con strisce rosse verticali, con sopra verso destra il logo del Teramo, pantaloncini rossi e calzettoni bianchi o talvolta rossi.
Il colore della seconda livrea del Teramo è rosso con fregi bianchi in basso e sul colletto, calzoncini e calzettoni rossi. La terza divisa è solitamente di colore grigio, blu o nero con lo stemma del Teramo e linee biancorosse, calzoncini e calzettoni neri o rossi.

### Simboli ufficiali

#### Stemma
Il simbolo del Teramo Calcio è stato ripreso dal logo storico del Comune di Teramo: uno scudetto sannita bicolore, blu nella parte superiore a forma rettangolare con all'interno la scritta in maiuscolo Teramo Calcio 1913 di colore giallo ocre, rosso nella parte inferiore, a forma di scudetto di dimensioni ridotte, attraversato dalla scritta teramum di colore blu su fondo bianco, posizionata in modo obliquo da sinistra (in basso) a destra (in alto); in ciascuno dei due campi in rosso, creati dall'intersecazione della scritta teramum, insiste una croce a punte lobate di colore grigio. Altro simbolo del Teramo Calcio è il diavolo stilizzato.

Il primo storico stemma
Il logo del Real Teramo, utilizzato nelle stagioni 2008/2009 e 2009/2010
Il logo utilizzato dal 1998 al 2019 (escluse le stagioni 2008/2009 e 2009/2010) e poi ripreso nel 2025
Lo stemma utilizzato dal 2019 al 2022
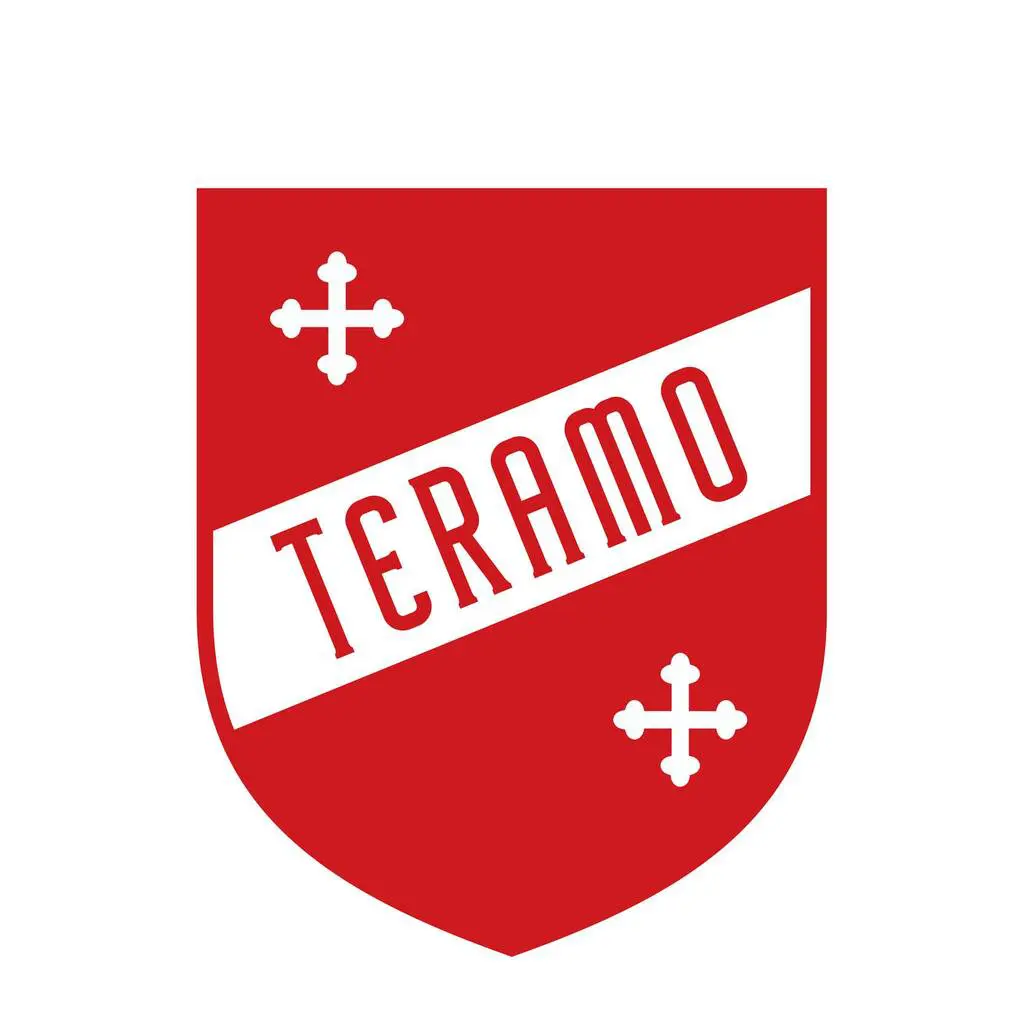
Logo utilizzato nella stagione 2022-2023
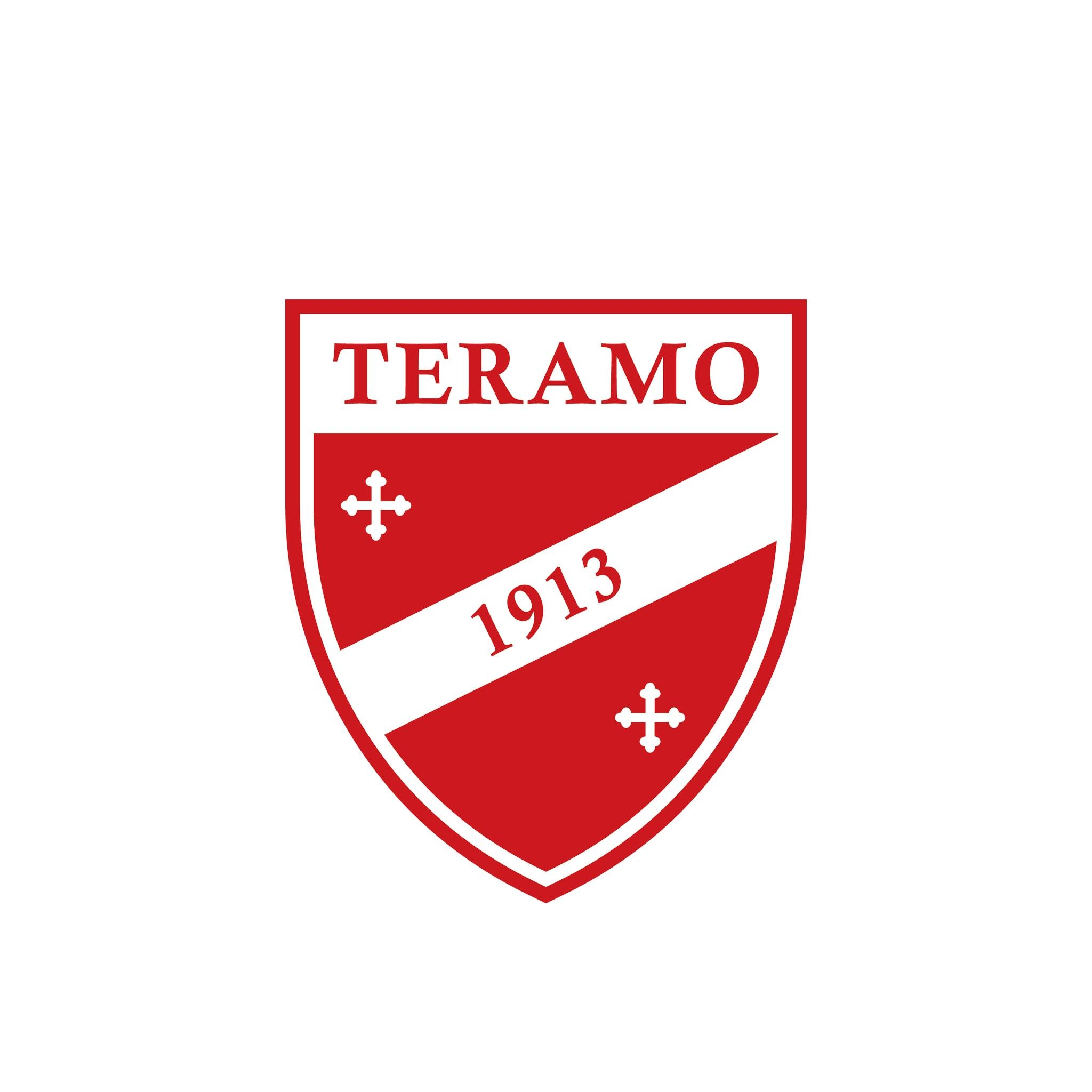
Logo utilizzato nelle stagioni 2023/2024 e 2024/2025

#### Inno
L'inno ufficiale del Teramo Calcio si intitola Forza Teramo scritto nel 1985 e cantato dal gruppo "Gianni Dale & Company". Esso ha accompagnato i biancorossi sia nelle partite del Vecchio Comunale, sia nel Bonolis.

#### Mascotte
La mascotte del Teramo è il diavolo, in virtù del fatto che la maglia della squadra abruzzese è rossa, colore tipico della rappresentazione artistica del demonio. Dal 2017 nelle partite casalinghe la squadra è accompagnata in campo dalla mascotte, un diavoletto appunto, chiamato in dialetto dai tifosi "Sajettino" (peperoncino).

## Strutture

### Stadio

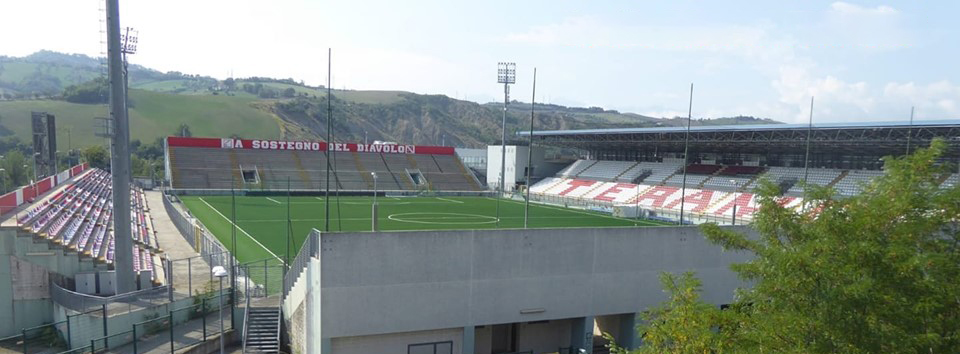
Stadio Gaetano Bonolis

Il Teramo Calcio dal 1928 al 2008 ha giocato le sue gare interne allo stadio comunale di Teramo, e attualmente nello stadio Gaetano Bonolis (inaugurato nel 2008 con un triangolare nel quale si sono affrontati Teramo, Pescina Valle del Giovenco e Celano). Tuttavia le partite della stagione 2022/2023 si sono svolte allo stadio "Pigliacelli" di Montorio al Vomano per problemi di gestione.
Secondo una convenzione stipulata con il comune, lo stadio sarà gestito da una società privata (Verdebosco S.r.l.) per 30 anni dalla data di inaugurazione. La Verdebosco S.r.l. è stata creata per dividere al 50% l'azionariato della società tra la ditta costruttrice dell'impianto e la Teramo Calcio. I problemi sorgono all'indomani del fallimento sportivo, anno in cui il precedente Presidente, Romano Malavolta Jr., vende le proprie quote della Verdebosco alla ditta costruttrice. Questo genera ancora numerose difficoltà nella gestione e negli accordi tra privato e la nuova società biancorossa. Nel 2019 in seguito alle richieste della Lega Calcio, il Bonolis ha subito un restyling: nell'estate vengono aggiunti seggiolini colorati con schienale nei settori di tribuna e distinti, inoltre il manto di gioco, ormai deteriorato, è stato sostituito con una superficie sintetica di ultima generazione.

## Società

### Organigramma societario
- Giovanni Cerulli Irelli - Presidente onorario
- Filippo Di Antonio - Presidente

### Sponsor
- 1972-1989..
- 1989-1994 Top 87
- 1994-1995 Umbro
- 1995-1998 Piemme
- 1998-2002 Sygn
- 2002-2007 Erreà
- 2007-2008 Legea
- 2008-2009 Macron
- 2009-2011 Erreà
- 2011-2012 Joma
- 2012-2015 Legea
- 2015-2018 Frankie Garage Sport
- 2018-2022 Legea
- 2022-2023 Bedavis
- 2023- Kappa

- 1981-1983 Campo del Re
- 1983-1984 Cover Jeans
- 1984-1985 Pediconi Mobili
- 1985-2005 Tercas
- 2005-2007 Cifoni Domenico-Tekno Elettronica
- 2007-2008 Gran Sasso Shopping
- 2008-2013 Link Energy
- 2013-2014 Sapori Veri
- 2014-2015 Meta Energia
- 2015-2016 Lisciani
- 2016-2017 Humangest
- 2017-2018 Groupama Luigi Di Battista & C.
- 2018-2019 Eviva
- 2019-2020 Groupama Luigi Di Battista & C.
- 2020-2022 Infosat
- 2022- Marcozzi Costruzioni

## Allenatori e presidenti
- 1929-1930  Armand Halmos
- 1930-1931  Raoul Brandt
- 1931-1932  Francesco Mattuteia[20]
- 1932-1933 ...
- 1933-1934  Mario Piselli
- 1934-1935  Di Giulio
- 1935-1936 ...
- 1936-1937  Orlando Virgilio Tognotti
- 1937-1938 ...
- 1938-1939  Dario Gay
- 1939-1940  Giovanni Battista Rebuffo
- 1940-1941  Luigi Antonio Compiani
- 1941-1943 Inattiva
- 1943-1944 Attività sospesa per cause belliche
- 1946-1947  Mario Piselli
- 1947-1948  Benedetto Del Re
 Romolo Marinari
- 1948-1951 ...
- 1951-1954  Rodolfo Ademaro Agostini
- 1954-1957  Spartaco Bulgarelli
- 1957-1958  Filippo Calabrese
- 1958-1959 Umberto De Angelis
- 1959-1960  Filippo Calabrese
 Franco Maselli
- 1960-1962  Valeriano Ottino
- 1962-1963  Domenico Rosati
- 1963-1964  Rodolfo Ademaro Agostini
- 1964-1965  Rodolfo Ademaro Agostini
 Mario Tortul
- 1965-1968 ...
- 1968-1969  Alberto Allegretti
- 1969-1970  Filippo Calabrese
- 1970-1971  Alfonso Ambrogio
 Emilio Della Penna
- 1971-1973  Emilio Della Penna
- 1973-1974  Feliciano Orazi
- 1974-1975  Eugenio Fantini
- 1975-1979  Maurizio Bruno
- 1979-1980  Angelo Pereni
- 1980-1981  Paolo Ferrario
 Carlo Florimbi
- 1981-1982  Dino Panzanato
 Carlo Florimbi
- 1982-1983  Gianni Balugani
- 1983-1984  Giorgio Rumignani
- 1984-1985  Gianni Corelli
 Bruno Piccioni
- 1985-1986  Giorgio Rumignani
- 1986-1987  Antonio Luzii
- 1987-1988  Maurizio Bruno
 Beniamino Di Giacomo
 Antonio Luzii
- 1988-1989  Franco Vannini
- 1989-1990  Romano Mattè
- 1990-1991  Luigi Delneri
- 1991-1992  Marco Torresani
 Carlo Florimbi
 Giuseppe Palazzese
- 1992-1993  Giuseppe Palazzese
 Giorgio Pallozzi Lavorante
 Bruno Piccioni
- 1993-1996  Aldo Ammazzalorso
- 1996-1997  Giuseppe Raffaele
 Massimo Cacciatori
 Ettore Donati
- 1997-1999  Ettore Donati
- 1999-2000  Roberto Pruzzo
- 2000-2001  Paolo Lombardo
 Ettore Donati
- 2001-2004  Luciano Zecchini
- 2004-2005  Luciano Zecchini
 Luciano Foschi
 Luciano Zecchini
 Diego Di Bonifacio
- 2005-2006  Marco Cari
- 2006-2007  Claudio Gabetta
 Silvano Fiorucci
 Claudio Gabetta
- 2007-2008  Leonardo Rossi
- 2008-2009  Antonio Valbruni
- 2009-2010  Domenico Izzotti
 Candido Di Felice
- 2010-2011  Rinaldo Cifaldi
 Aldo Ammazzalorso
 Rinaldo Cifaldi
- 2011-2013  Roberto Cappellacci
- 2013-2016  Vincenzo Vivarini
- 2016-2017  Lamberto Zauli
 Federico Nofri Onofri
 Lamberto Zauli
 Guido Ugolotti
- 2017-2018  Antonino Asta
 Ottavio Palladini
 Giovanni Zichella
- 2018-2019  Giovanni Zichella
 Agenore Maurizi
- 2019-2020  Bruno Tedino
 Cetteo Di Mascio
- 2020-2021  Massimo Paci
- 2021-2022  Federico Guidi
- 2022-  Marco Pomante

- 1929-1930  Francesco Paolone
- 1930-1931  Vincenzo Savini
- 1931-1933  Mario V. Forni
- 1933-1934  Aldo Villani
- 1934-1935  Romolo Lucangeli
 Rodrigo Gammelli
- 1936-1937  Francesco Paolini
- 1937-1938  Romolo Lucangeli
- 1938-1939  Carlo Sartori
- 1939-1941  Federico Cesaritti
- 1941-1943 Inattiva
- 1943-1944 Attività sospesa per cause belliche
- 1944-1945  Telemaco De Merolis
 Francesco De Marco
- 1945-1946  Ernesto Fumo
- 1946-1947 Consiglio di reggenza[21]
- 1947-1948  Eugenio Tattoni
- 1948-1959  Luigi Lucidi
- 1949-1950  Luigi Lucidi
 Eugenio Tattoni
- 1950-1951  Vincenzo Sbraccia
- 1951-1952  Antonio Profeta
- 1952-1954  Antonio Gadaleta
- 1954-1957  Giuseppe Caporale
- 1957-1958 Consiglio di reggenza[22]
- 1958-1961  Manlio Ferrante
- 1961-1962  Gustavo Bellini
- 1962-1963 Comitato di reggenza
 Giuseppe Caporale
- 1963-1964  Gustavo Bellini
 Carmelino Bonnici
Comitato di reggenza
- 1964-1965  Antonio Profeta
- 1965-1966  Potito Randi
- 1966-1968  Ettore Marcattili
- 1968-1969  Antonio Profeta
- 1969-1970  Remo Forlani
- 1970-1974  Francesco Lombardi
- 1974-1976  Alfredo Rabbi
- 1976-1979  Carmine Pedicone
- 1979-1980  Piero Chiodi
- 1980-1988  Ercole De Berardis
- 1988-1997  Giovanni Cerulli Irelli
- 1997-2008  Romano Malavolta
- 2008-2019  Luciano Campitelli
- 2019-2021  Franco Iachini
- 2021-2022  Massimo Chierchia
- 2022-2023  Eddy Rastelli
- 2023-  Filippo Di Antonio

## Palmarès

### Competizioni interregionali
- Serie C2: 2

1985-1986 (girone C), 2001-2002 (girone B)
- Serie D: 2

1973-1974 (girone H), 2011-2012 (girone F)
- Campionato Nazionale Dilettanti: 1

1993-1994 (girone F)

### Competizioni regionali
- Campionato provinciale ULIC Abruzzo: 1

1933
- Prima Divisione: 1

1951-1952 (girone A)
- Promozione: 3

1954-1955, 2008-2009 (girone A), 2022-2023 (girone B)
- Prima Categoria: 3

1963-1964 (girone B), 1967-1968 (girone B), 1968-1969 (girone B)
- Eccellenza: 2

2009-2010, 2023-2024
- Coppa "Nello Mancini": 1

2023
- Coppa Italia Dilettanti Abruzzo: 1

2023-2024

### Competizioni giovanili
- Campionato nazionale Dante Berretti: 1

1979-1980

## Statistiche e record

### Partecipazione ai campionati
Campionati nazionali
| Livello | Categoria                                     | Partecipazioni | Debutto   | Ultima stagione | Totale |
| ------- | --------------------------------------------- | -------------- | --------- | --------------- | ------ |
| 3º      | Serie C1                                      | 9              | 1978-1979 | 2006-2007       | 26     |
| 3º      | Serie C                                       | 17             | 1939-1940 | 2021-2022       | 26     |
| 4º      | Promozione                                    | 3              | 1948-1949 | 1950-1951       | 38     |
| 4º      | IV Serie                                      | 2              | 1955-1956 | 1956-1957       | 38     |
| 4º      | Campionato Interregionale - Seconda Categoria | 1              | 1957-1958 | 1957-1958       | 38     |
| 4º      | Campionato Interregionale                     | 1              | 1958-1959 | 1958-1959       | 38     |
| 4º      | Serie D                                       | 10             | 1960-1961 | 1973-1974       | 38     |
| 4º      | Serie C2                                      | 21             | 1980-1981 | 2013-2014       | 38     |
| 5º      | Campionato Nazionale Dilettanti               | 2              | 1992-1993 | 1993-1994       | 4      |
| 5º      | Serie D                                       | 2              | 2010-2011 | 2011-2012       | 4      |

Il Teramo ha collezionato 66 stagioni a livello nazionale.
Campionati regionali
| Livello | Categoria         | Partecipazioni | Debutto   | Ultima stagione | Totale |
| ------- | ----------------- | -------------- | --------- | --------------- | ------ |
| I       | Terza Divisione   | 1              | 1929-1930 | 1929-1930       | 17     |
| I       | Seconda Divisione | 3              | 1930-1931 | 1934-1935       | 17     |
| I       | Prima Divisione   | 5              | 1936-1937 | 1951-1952       | 17     |
| I       | Promozione        | 3              | 1952-1953 | 1954-1955       | 17     |
| I       | Prima Categoria   | 4              | 1963-1964 | 1968-1969       | 17     |
| I       | Eccellenza        | 1              | 2009-2010 | 2009-2010       | 17     |
| II      | Promozione        | 2              | 2008-2009 | 2022-2023       | 2      |

Il Teramo ha collezionato 19 stagioni a livello regionale.

### Statistiche individuali
I due giocatori primatisti di presenze e reti nella storia del team sono Francesco Esposito (313 presenze) e Giancarlo Pulitelli (61 reti di cui 18 realizzate in Serie C nella stagione 1974-1975). Il record di gol di coppia appartiene a Alfredo Donnarumma e Gianluca Lapadula, che nel campionato di Serie C 2014-2015 segnarono complessivamente 44 reti.
Il debuttante più giovane nella storia del club è invece Jacopo Surricchio, che il 23 ottobre 2021 ha esordito in prima squadra a 15 anni e 279 giorni. Ciò gli ha consentito di diventare anche il giocatore più giovane di sempre a debuttare in una partita di Serie C, nonché il secondo debuttante più giovane in un campionato professionistico nazionale (dietro soltanto a Wisdom Amey).
| Record di reti per stagione (totale) - 30 Mario Orta (2008-2009) - 25 Dino Bianucci (1954-1955) - 25 Florian Myrtaj (2001-2002) - 24 Filippo Calabrese (1948-1949) - 24 Gerardo Masini (2011-2012) - 23 Simone Motta (2002-2003) - 23 Alfredo Donnarumma (2014-2015) - 21 Gianluca Lapadula (2014-2015) - 20 Dante Paolini (1940-1941) - 19 Nazzareno Cordone (1955-1956) - 19 Andrea Bucchi (2011-2012) - 19 Giuseppe Gambino (2010-2011) - 18 Giancarlo Pulitelli (1974-1975) | Record di reti per stagione (campionati nazionali) - 25 Florian Myrtaj (2001-2002) - 24 Filippo Calabrese (1948-1949) - 24 Gerardo Masini (2011-2012) - 23 Simone Motta (2002-2003) - 23 Alfredo Donnarumma (2014-2015) - 21 Gianluca Lapadula (2014-2015) - 20 Dante Paolini (1940-1941) - 19 Nazzareno Cordone (1955-1956) - 19 Giuseppe Gambino (2010-2011) - 19 Andrea Bucchi (2011-2012) - 18 Giancarlo Pulitelli (1974-1975) |

## Tifoseria

### Storia
Il principale gruppo ultras della tifoseria teramana era il Devil's Korps e dopo il suo scioglimento nel 2007 non c'è più stato nessun gruppo di riferimento fino al 2013. Tra gli altri gruppi presenti sui gradoni della Curva Est nel corso degli anni ricordiamo Mods, Teste Calde e il Commando Ultras Curva Est. Dal 2009 in curva è presente il gruppo Teramo Zezza che dalla stagione 2014-2015 segue la squadra in trasferta con adesione alla tessera del tifoso. Da controaltare, nasce nel 2014 il gruppo I 16 Gradoni (quelli della vecchia curva Est) che continua a mantenere le distanze dalla tessera. Dal 2021 in curva è presente un nuovo gruppo: il 15 Luglio 1913. Nelle ultime stagioni, il sostegno nelle trasferte e in casa viene garantito anche da gruppi posizionati nel settore Distinti: 1913, Club 1913 Spartaco Piotto e Club Biancorosso.

### Gemellaggi e rivalità
Ad oggi le amicizie attive (non gemellaggi) degli ultras teramani sono quelle con gli ultras di Martina Franca, di Lanciano e di Perugia (attivo soprattutto negli anni novanta tra i Mods e gli Ingrifati per la condivisa rivalità con la Ternana). Buoni sono i rapporti con le tifoserie di Cavese, Lecce e Reggiana.
La rivalità più grande è sicuramente quella con i "cugini" giallorossi del Giulianova tanto che il derby fra biancorossi e giallorossi viene comunemente chiamato Derby d'Abruzzo. Altre rivalità a livello regionale ci sono con le tifoserie di Chieti e L’Aquila; vecchie ruggini risalgono al 1996 con i supporters dell'Avezzano. Cattivi rapporti anche con le tifoserie della Santegidiese (la quale risente una grande vicinanza con gli ultras marchigiani dell'Ascoli, rivali dei teramani) e della Rosetana (seppur quest'ultima rivalità risentita piú nello sport del basket). Rivalità seppur minore è quella con il Pescara, manifestata principalmente in anni più recenti, in quanto i biancazzurri hanno militato in passato in categorie superiori. Fuori regione particolarmente turbolenti sono i rapporti con i tifosi di Ascoli, Foligno, Ternana, Gubbio, Sambenedettese, Rimini, Fano, Fermana, Maceratese, Civitanovese, Jesina, Viterbese.
In passato ci sono stati degli scontri anche con la tifoseria della Salernitana.